# Comuna Independența, Constanța
Independența este o comună în județul Constanța, Dobrogea, România, formată din satele Fântâna Mare, Independența (reședința), Movila Verde, Olteni și Tufani.

### Edificii culturale de interes național
- Complexul rupestru
- Casa lui Bobric Gheorghe

## Demografie
Componența etnică a comunei Independența
     Români (74,75%)
     Turci (12,56%)
     Tătari (8,68%)
     Necunoscută (3,74%)
     Altă etnie (0,25%)
Componența confesională a comunei Independența
     Ortodocși (74,27%)
     Musulmani (21,24%)
     Necunoscută (3,74%)
     Altă religie (0,73%)
Conform recensământului efectuat în 2011, populația comunei Independența se ridică la 3.121 de locuitori, în scădere față de recensământul anterior din 2002, când se înregistraseră 3.196 de locuitori. Majoritatea locuitorilor sunt români (74,75%). Principalele minorități sunt cele de turci (12,56%) și tătari (8,68%). Pentru 3,75% din populație, apartenența etnică nu este cunoscută.
Din punct de vedere confesional, majoritatea locuitorilor sunt ortodocși (74,27%), cu o minoritate de musulmani (21,24%). Până prin anii 2002 - 2003, o biserică baptistă a funcționat acolo, în casa unei femei, numite Verginia Găitan. În vara anului 2014 s-au pus bazele unei comunități penticostale, iar în anul 2020 s-a inaugurat în centrul localității, clădirea Bisericii Penticostale "Viață Nouă". 

## Politică și administrație
Comuna Independența este administrată de un primar și un consiliu local compus din 11 consilieri. Primarul, Marius Ștefan[*], de la Partidul Național Liberal, este în funcție din 1 noiembrie 2024. Începând cu alegerile locale din 2024, consiliul local are următoarea componență pe partide politice:
|  | Partid                          | Consilieri | Componența Consiliului | Componența Consiliului | Componența Consiliului | Componența Consiliului | Componența Consiliului |
|  | ------------------------------- | ---------- | ---------------------- | ---------------------- | ---------------------- | ---------------------- | ---------------------- |
|  | Partidul Național Liberal       | 5          |                        |                        |                        |                        |                        |
|  | Alianța Dreapta Unită           | 3          |                        |                        |                        |                        |                        |
|  | Partidul Social Democrat        | 2          |                        |                        |                        |                        |                        |
|  | Alianța pentru Unirea Românilor | 1          |                        |                        |                        |                        |                        |